# Enéas Marques
Enéas Marques es un municipio brasileño localizado en el sudoeste de Paraná, a 20 kilómetros de Francisco Beltrão. 